# Carbes
Carbes település Franciaországban, Tarn megyében. Lakosainak száma 241 fő (2022. január 1.). Carbes Castres, Fréjeville, Jonquières és Vielmur-sur-Agout községekkel határos.

## Népesség
A település népességének változása:
| Lakosok száma | 205  | 225  | 236  | 225  | 228  | 230  | 233  | 236  | 241  |
|               | 2013 | 2015 | 2016 | 2017 | 2018 | 2019 | 2020 | 2021 | 2022 |